# Triumph TR7
De Triumph TR7 was een sportwagen van de Britse Triumph Motor Company uit de Triumph TR serie. De wagen was in productie van september 1974 tot oktober 1981 in respectievelijk Speke, Canley en Solihull. Door de grote vraag naar de TR7 vanuit de Verenigde Staten moest de première van de wagen in het Verenigd Koninkrijk tot tweemaal toe worden uitgesteld. Het goede imago van de wagen verdween echter snel nadat het Duitse magazine "Auto, Motor und Sport" een artikel publiceerde waaruit bleek dat de motor van de wagen het op een snelheidstest had begeven en begon te "koken".